# 進め!クリフハンガー冒険隊
『進め!クリフハンガー冒険隊』（すすめ クリフハンガーぼうけんたい）は、1992年4月4日から1997年3月29日まで中部日本放送（CBC）で放送されたバラエティ番組。JR東海の一社提供。放送時間は毎週土曜 13時00分 - 13時30分 (JST) 。

## 概要
毎回東海3県各地(例、勝川インターチェンジからの延伸による上社ジャンクション開通直前時期など)で視聴者参加型のゲーム企画を行っていた番組で、一般の親子（父親と小学生の子供のペア）3組が「冒険王」の獲得を目指して各種ゲームに挑戦していた。最終ゲームのネットくぐりが番組の目玉だった。間寛平が司会を務めていた放送後期では、参加者全員に寛平作のアメマバッジを進呈していた。
この番組のスタイルは、2006年4月からCBCテレビで放送された『がんばれ!ペナキッズ』にも活かされた。

## 出演者

### 隊長
- ジミー大西
- 間寛平 - 1995年4月8日放送分から出演。

### 隊員
- 清水圭
- 木村祐一
- 高山知浩 - 1995年4月8日放送分から出演。
- 草野加容子 - 1995年4月8日放送分から出演。
- ほか
  - 清水圭と高山知浩はそれぞれ別時期に和泉修と漫才コンビを組んだ。

### ナレーター
- 小堀勝啓（CBCアナウンサー）

## 備考
- 番組タイトルは、シルヴェスター・スタローン主演の映画『クリフハンガー』とは何の関係も無い。そもそもこの映画が公開されたのは1993年で、この番組がスタートした時期よりも後である。
- テーマ曲は、きんた・ミーノの手によるものである。

| 中部日本放送 土曜13:00枠               | 中部日本放送 土曜13:00枠                            | 中部日本放送 土曜13:00枠        |
| 前番組                                 | 番組名                                              | 次番組                          |
| -------------------------------------- | --------------------------------------------------- | ------------------------------- |
| 三枝きよし興奮テレビ （13:00 - 13:58） | 進め!クリフハンガー冒険隊 （1992年4月 - 1997年3月） | 名古屋が最高! （13:00 - 13:30） |